# حارة أبو عبيدة بن الجراح (صنعاء)
حارة أبو عبيدة بن الجراح هي إحدى حارات حي الحي السياسي بمديرية الوحدة إحد مديريات العاصمة اليمنية صنعاء، بلغ تعداد سكانها 3666 نسمة حسب تعداد اليمن لعام 2004.